# Пикник
Пикникът (на английски: picnic) е вид развлечение за топлите месеци, представляващо екскурзия с почивка и ядене на открито – в парк или сред природата, в идеалния случай сред красив пейзаж и възможност за забавление, например в близост до водоем или река, преди или по време на театрално представление или концерт на открито. Практиката да се правят пикници датира приблизително от началото на 19 век в Западна Европа.
Пикникът често е вид семейно забавление, но също така може да бъде и романтична среща между двама души, и голямо събиране като фирмен пикник (вж. тиймбилдинг) или пикник, организиран от църквата за своите енориаши. За пикника може да се носи предварително приготвена храна (сандвичи, салати, палачинки, консерви, студени меса, сладки, соленки, плодове и др.), а може да се носят и продукти (месни продукти, зеленчуци), които на място да бъдат приготвяни, обикновено изпичани на жив огън на скара или шиш (вж. барбекю).
Сред необходимите вещи за организиране на пикник са кошница за пикник, хладилна чанта, термос, съдове и прибори за еднократна употреба, несесер с прибори като ножове, тирбушон, отварачки и т.н. Има специални одеяла за пикник, които са с две страни, като страната, която е откъм земята, е гумирана и непромокаема. Подходящи за взимане са различни четива, и игри за играене на открито като федербал, фризби, карти и др.
В някои обществени паркове и ботанически градини може да има обособени зони за пикник, които включват беседки, дървени масички и столчета, шезлонги, кошчета за боклук, огнища, чешмички и тоалетни.
Популярни дни за пикник по света са например Денят на независимостта, 4 юли, в САЩ, и понеделникът след Великден в Италия.

## Етимология
Първата употреба на думата „пикник“ е проследена до изданието от 1692 година на книгата на Тони Уилис „Origines de la Langue Française“, където се споменава появилата се дума pique-nique; това е първото срещане в писмен източник. С термина се обозначава събиране на група хора за обяд в ресторант, при което те си носят сами виното отвън. За дълго време се установява представата за пикника като ядене, на което всеки допринася с нещо, което е приготвил или купил сам.
За първи път на английски думата picnic се появява в писмо на Лорд Честърфийлд от 1748 година, който свързва пикника с игра на карти, пиене и разговори. Практиката на изисканите обеди на открито е била свързана и с почивката след лов, която датира още от средновековието.
|  | Тази страница частично или изцяло представлява превод на страницата Picnic в Уикипедия на английски. Оригиналният текст, както и този превод, са защитени от Лиценза „Криейтив Комънс – Признание – Споделяне на споделеното“, а за съдържание, създадено преди юни 2009 година – от Лиценза за свободна документация на ГНУ. Прегледайте историята на редакциите на оригиналната страница, както и на преводната страница, за да видите списъка на съавторите. ВАЖНО: Този шаблон се отнася единствено до авторските права върху съдържанието на статията. Добавянето му не отменя изискването да се посочват конкретни източници на твърденията, които да бъдат благонадеждни. |